# Liste der Bodendenkmale in Kitzscher
In der Liste der Bodendenkmale in Kitzscher sind die Bodendenkmale der Stadt Kitzscher und ihrer Ortsteile nach dem Stand der Auflistung von Klaus Kroitzsch und Harald Quietzsch aus dem Jahr 1984 aufgelistet. Eventuelle Änderungen und Ergänzungen, insbesondere aus der Zeit nach der Wende, sind nicht berücksichtigt, da für Sachsen aktuell keine neueren allgemein zugänglichen Bodendenkmallisten vorliegen. Die Baudenkmale sind in der Liste der Kulturdenkmale in Kitzscher aufgeführt.
| Denkmal-ID | Fundart            | Ortsteil  | Bezeichnung                | Zeitstellung | Lage                                                                   | Bemerkungen | Bild |
| ---------- | ------------------ | --------- | -------------------------- | ------------ | ---------------------------------------------------------------------- | --- | ---- |
| ?          | Befestigung > Burg | Braußwig  | Wasserburg                 | Mittelalter  | südöstlicher Ortsrand, Eulaniederung, Gutsbereich                      | rechteckiger befestigter Hof, im Westen dammartiger Wallzug erhalten, Graben eingeebnet, im Süden Grabe als Senke erhalten, Schutz seit 3. Juni 1975 |      |
| ?          | Befestigung > Burg | Hainichen | Wasserburg „Die Insel“     | Mittelalter  | nördlicher Ortsrand, nordwestlich des ehemaligen Guts                  | quadratischer Bühl mit 25 m Seitenlänge und 2 m Höhe, umlaufender Graben mit bis zu 6 m Breite, Schutz seit 16. November 1967                        |      |
| ?          | Befestigung > Burg | Kitzscher | Wasserburg                 | Mittelalter  | im Ort, Bereich des ehemaligen Guts                                    | rechteckiger Hof, Graben teilweise verfüllt, Schutz seit 25. Februar 1936, erneuert 10. Oktober 1958                                                 |      |
| ?          | Befestigung > Burg | Thierbach | Wehranlage „Schneckenberg“ | Mittelalter  | südwestlich des Orts, direkt nördlich der Straße in Richtung Kraftwerk | runder Turmhügel mit 12 m Durchmesser und 4 m Höhe, kein Graben vorhanden, Schutz seit 22. Juni 1960                                                 |      |
| ?          | Befestigung > Burg | Trages    | Wehranlage „Pfarrwall“     | Mittelalter  | nördlicher Ortsrand, Bereich von Kirch-, Pfarr- und Gutshof            | verebnete Wallanlage, genaue Ausmaße unklar, niedrige Wallreste nördlich der Kirchhofsmauer erhalten, Schutz seit 24. Februar 1960                   |      |